# Nivis, amigos de otro mundo
Nivis, amigos de otro mundo (no Brasil como, Nivis: Amigos de Outro Mundo) é uma série de televisão infantil argentino foi produzido pelo Metrovision Producciones S.A. e exibido pelo Disney Junior em 20 de julho de 2019 e 18 de maio de 2020.

## Elenco
Elenco de Nivis
- Raul Anaya como Baldo
- Mateo Suaréz como Blink
- Liliana Barba como Nika

Elenco dos humanos
- Vinícius Campos como Felipe Amigo
- Lourdes Errante como Isabella Amigo
- Gustavo Masó como Amadeo Amigo
- Claribel Medina como Marisol
- Clara Saccone como Florencia
- Valencia Steffens como Delfina
- Joaquina Zorrilla como Valentina

## Dublagem brasileira
| Personagem ( Brasil) | Ator original     | Dublador no Brasil |
| -------------------- | ----------------- | ------------------ |
| Baldo                | Raul Anaya        | Tiago Abravanel    |
| Blink                | Mateo Suárez      | Rodrigo Cagiano    |
| Nika                 | Liliana Barba     | Cidalia Castro     |
| Felipe               | Vinícius Campos   | Vinícius Campos    |
| Isabella             | Lourdes Errante   | Luíza Nery         |
| Amadeo               | Gustavo Mazó      | Mauro Ramos        |
| Delfina              | Valencia Steffens | Amanda M. Lenaga   |
| Valentina            | Joaquina Zorrilla | Isa Cavalcante     |
| Florencia            | Clara Saccone     | Cássia Bisceglia   |
| Marisol              | Claribel Medina   | Clara Carvalho     |

A série Nivis – Amigos de Outro Mundo foi exibido pelo Brasil no canal Disney Junior em julho de 2019, com adaptação de Aldrich Kanashiro e dublados nos estúdios TV Group Digital Brasil.

## Lista de episódios
| #  | Título original            | Título no Brasil           | Escrito por                        | Data de exibição       |
| -- | -------------------------- | -------------------------- | ---------------------------------- | ---------------------- |
| 1  | Vivendo con los Nivis      | Vivendo com os Nivis       | Clara Ambrosoni, Justina Lencina   | 20 de julho de 2019    |
| 2  | Brócolis en el espacio     | Brócolis do Espaço         | Damián Fraticelli Nora Mazzitelli  | 27 de julho de 2019    |
| 3  | La roca de Cristalix       | A Rocha de Cristalix       | Clara Ambrosoni Justina Lencina    | 3 de agosto de 2019    |
| 4  | Salvemos las pelotas       | Salvem as Bolas            | Clara Ambrosoni Justina Lencina    | 10 de agosto de 2019   |
| 5  | La trompa                  | A Trompa                   | Clara Ambrosoni, Justina Lencina   | 17 de agosto de 2019   |
| 6  | Una mañana agitada         | Uma Manhã Agitada          | Clara Ambrosoni, Justina Lencina   | 24 de agosto de 2019   |
| 7  | El Nuevo Amigo de Blink    | O Novo amigo de Blink      | Clara Ambrosoni, Justina Lencina   | 31 de agosto de 2019   |
| 8  | El juego de las escondidas | Esconde-Esconde            | Damián Fraticelli, Nora Mazzitelli | 7 de setembro de 2019  |
| 9  | La colección               | A Coleção                  | Damián Fraticelli, Nora Mazzitelli | 14 de setembro de 2019 |
| 10 | ¡FUERA, NIVIS!             | Fora, Nivis!               | Damián Fraticelli, Nora Mazzitelli | 21 de setembro de 2019 |
| 11 | Hay que limpiar el cuarto  | Dia de Limpar o Quarto     | Damián Fraticelli, Nora Mazzitelli | 28 de setembro de 2019 |
| 12 | Soñando despierta          | Sonhando Acordada          | Damián Fraticelli, Nora Mazzitelli | 5 de outubro de 2019   |
| 13 | Valentina la espía         | Valentina, a espiã         | Damián Fraticelli, Nora Mazzitelli | 12 de outubro de 2019  |
| 14 | Tarde de juegos            | Tarde de Brincadeiras      | Damián Fraticelli, Nora Mazzitelli | 19 de outubro de 2019  |
| 15 | La mermelada               | A Geleia                   | Clara Ambrosoni, Justina Lencina   | 26 de outubro de 2019  |
| 16 | El divertinivi             | O Divertinivi              | Damián Fraticelli, Nora Mazzitelli | 2 de novembro de 2019  |
| 17 | ¿Qué haríamos sin Felipe?  | O que Faríamos sem Felipe? | Clara Ambrosoni, Justina Lencina   | 9 de novembro de 2019  |
| 18 | La celebración de la unión | A Celebração da União      | Clara Ambrosoni, Justina Lencina   | 16 de novembro de 2019 |
| 19 | El día del buen vecino     | O Dia do Bom Vizinho       | Clara Ambrosoni, Justina Lencina   | 23 de novembro de 2019 |
| 20 | El libro de Felipe         | O Livro do Felipe          | Clara Ambrosoni, Justina Lencina   | 30 de novembro de 2019 |
| 21 | Vacaciones en familia      | Férias em Família          | Clara Ambrosoni, Justina Lencina   | Dezembro de 2019       |